# Народный художник СССР
Народный художник СССР — почётное звание СССР, установленное указом Президиума Верховного Совета СССР от 16 июля 1943 года «для наиболее выдающихся деятелей советского изобразительного искусства, имеющих особые заслуги в развитии живописи, скульптуры, графики, декоративного и прикладного искусства». Присваивалось Президиумом Верховного Совета СССР.

## Положение о Почётном звании
1. Почётное звание «Народный художник СССР» присваивается наиболее выдающимся деятелям советского изобразительного искусства, имеющим особые заслуги в развитии живописи, скульптуры, графики, монументального, декоративно-прикладного, театрального, кинодекоративного искусства, воспитании молодых художников.
2. Присвоение почётного звания «Народный художник СССР» производится по представлению Министерства культуры СССР, Государственного комитета СССР по кинематографии, правлений Союза художников СССР, Союза кинематографистов СССР.
3. Лицам, удостоенным почётного звания «Народный художник СССР», вручаются грамота Президиума Верховного Совета СССР, нагрудный знак и удостоверение к нему.
4. Нагрудный знак «Народный художник СССР» носится на правой стороне груди и при наличии у лиц, удостоенных указанного звания, орденов СССР размещается над ними.

## Описание нагрудного знака
Нагрудный знак «Народный художник СССР» изготовляется из томпака с золочением и имеет четырёхугольную форму в виде картуша размером основы с ушком 22,5 × 23,5 мм. В центральной части знака расположена надпись «Народный художник СССР» под ней — рельефное изображение серпа и молота. Знак не окаймлён. Все изображения и надписи выпуклые. Нагрудный знак при помощи ушка и звена соединяется с золочёной прямоугольной колодочкой размером 18 × 21 мм. В основании колодочки расположено изображение лавровых ветвей. Верхняя её часть покрыта красной муаровой лентой. На оборотной стороне колодочка имеет булавку для прикрепления знака к одежде.

## История почётного звания
Первыми кавалерами почётного звания «Народный художник СССР» стали 26 июля 1943 года четыре человека: живописцы Александр Герасимов и Борис Иогансон, скульпторы Сергей Меркуров и Вера Мухина.
Последним кавалером почётного звания «Народный художник СССР» стал 20 декабря 1991 года профессор Института живописи, скульптуры и архитектуры имени Репина Пётр Фомин за большие заслуги в развитии советского изобразительного искусства.
Всего почётного звания были удостоены 159 человек.